# Giuseppe Soldi
Giuseppe Soldi (Stagno Lombardo, Província de Cremona, 11 de setembre de 1940) va ser un ciclista italià, que fou professional el 1966. Com amateur va guanyar una medalles d'or als Campionat del món en contrarellotge per equips de 1965.

## Palmarès
- 1965
  -  Campió del món en contrarellotge per equips (amb Luciano Dalla Bona, Pietro Guerra, Mino Denti)